# YVR—Airport (SkyTrain de Vancouver)
YVR—Airport est une station du SkyTrain de Vancouver, permettant la liaison entre le centre-ville de Vancouver et l'Aéroport international de Vancouver.

## Histoire
La station YVR—Airport  du SkyTrain de Vancouver, est mise en service le 17 août 2009, lors de l'ouverture à l'exploitation de la Canada Line.